# Xaver Frölich
Franz Xaver Frölich (* 25. April 1822 in Heilsberg, Ostpreußen; † 15. Februar 1898 in Graudenz, Westpreußen) war ein deutscher Archivar und Lokalhistoriker.

## Leben
Frölich war Stadtarchivar von Graudenz und Kanzleirat. Er war etwa fünfzig Jahre lang auf dem Gebiet der Geschichte Westpreußens schriftstellerisch tätig und starb im Alter von über 75 Jahren.

## Ehrungen
- Ehrenbürger der Stadt Graudenz

## Werke (Auswahl)
- Die in Graudenz geführten Hexenprozesse. In: Neue Preußische Provinzial-Blätter. Dritte Folge. Band 10, Königsberg 1863, S. 104–124.
- Bürgerliches Leben in Graudenz während der ersten Hälfte des 17. Jahrhunderts. In: Neue Preußische Provinzial-Blätter. Vierte Folge. Band 5, Königsberg 1868, S. 1–47.
- Geschichte des Graudenzer Kreises. Graudenz 1868–1872.
  - Band 1: Die allmähliche Gestaltung der Grundverhältnisse und Besitzrechte, die Entstehung, Bevölkerung, Verwaltung und Zusammengehörigkeit der Kreis-Ortschaften, die Entstehung des städtischen und ländlichen Kommunalwesens, der Adelsrechte, des Steuer-, Militär-, Kirchen- und Schulwesens und der Justiz. 2. Auflage, 1884 (Digitalisat)
  - Band 2: Die Zeit- und Kulturgeschichte. Aus vorhandenen Urkunden und archivalischen Nachrichten dargestellt. Graudenz 1872 (Digitalisat).
- Politische Poesien aus Poln. Preußen, den Jahren 1697–1707 angehörig. In: Neue Preußische Provinzial-Blätter. Vierte Folge. Band 7, Königsberg 1870, S. 535–544.
- Das älteste Schöppenbuch des Graudenzer Archiv’s. In: Neue Preußische Provinzial-Blätter. Vierte Folge. Band 8, Königsberg 1971, S. 427–450.
- Namen und Herkunft der Fremdlinge, welche in den Jahren 1606–1773 ansässige Bürger von Graudenz wurden. In: Altpreussische Monatsschrift. Neue Folge, 12. Band, Königsberg 1. Pr. 1875, S. 542–547.
- Die Bibliothek eines im Jahre 1725 verstorbenen ehrenamtl. Beamten der polnischen Stadt Graudenz.  In: Altpreußische Monatsschrift, Band 15, Königsberg in Pr. 1878,  S. 100–118 (Digitalisat).
- Beiträge zur Kulturgeschichte von Polnisch – Preußen aus den Jahren 1473 bis 1686. In: Altpreussische Monatsschrift, NF, Band 28, Königsberg in Pr. 1891–92, S. 276–323 (Google Books).